# Zelfeffectiviteit

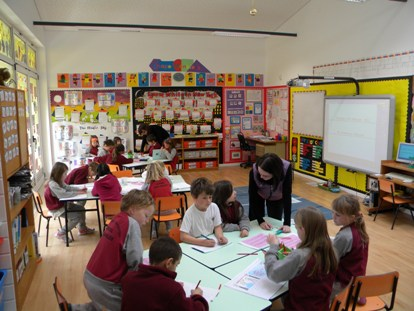
Een klaslokaal. Zelfeffectiviteit heeft een belangrijke invloed op het succesvol kunnen leren

Zelfeffectiviteit is het vertrouwen van een persoon in de eigen bekwaamheid om met succes invloed uit te oefenen op zijn of haar omgeving, bijvoorbeeld door een bepaalde taak te volbrengen of een probleem op te lossen. Zelfeffectiviteit wordt als een belangrijk element gezien in theorieën over motivatie. Personen zijn sneller gemotiveerd voor een bepaalde handeling als zij het idee hebben dat zij de bekwaamheid hebben om deze met succes te verrichten. Zij zullen volgens Albert Bandura, die de zelfeffectiviteitstheorie heeft opgesteld, het gedrag sneller ontplooien en doorzetten. Zelfeffectiviteit heeft invloed op vele gebieden, bijvoorbeeld de motivatie voor het onderwijs, de beroepskeuze en ondernemerschap.
Zelfeffectiviteit verschilt van zelfvertrouwen in zoverre dat zelfvertrouwen het vertrouwen in het zelf betreft en zelfeffectiviteit de ingeschatte vaardigheid voor het verrichten van een bepaalde taak betreft. Het verschilt van het begrip van efficiëntie omdat het niet over de werkelijke efficiëntie van een persoon gaat, maar over het eigen vertrouwen in de efficiëntie. 
Als mensen met een hoge zelfeffectiviteit slagen in een bepaalde doelstelling, is er een goede kans dat ze in het vervolg een nog lastiger doel zullen kiezen. Als een doelstelling niet slaagt, zal het per persoon verschillen hoe deze reageert: met hernieuwde inzet, vertwijfeling of apathie. Hierin is zelfeffectiviteit een belangrijke factor. Resultaten kunnen versterkend werken: slaagt een persoon niet in het behalen van een doel, dan kan de zelfeffectiviteit verminderen, waardoor de kans om een doel te behalen door lagere motivatie nog lastiger wordt. Omgekeerd kan het succesvol behalen van doelen de zelfeffectiviteit en daarmee de toekomstige slagingskans vergroten.
Door zelfeffectiviteit toe te voegen aan de theorie van geredeneerd gedrag (theory of reasoned action, TRA) kwam Icek Ajzen tot de theorie van gepland gedrag (theory of planned behavior, TPB). Zelfeffectiviteit (self-efficacy) gecombineerd met de action regulation theory (ART) en effectuation leidde tot het concept self-effectuation, het vertrouwen in en het slim reguleren van het eigen kunnen, wat zou leiden tot succesvol ondernemen.
|                     |                     |                     |                     |                     |                     |  |  | Gedragsovertuiging     | Gedragsovertuiging     | Gedragsovertuiging     | Gedragsovertuiging     | Gedragsovertuiging     | Gedragsovertuiging     |  |  | Attitude                                              | Attitude                                              | Attitude                                              | Attitude                                              | Attitude                                              | Attitude                                              |  |  |          |          |          |          |          |          |  |  |        |        |        |        |        |        |
|                     |                     |                     |                     |                     |                     |  |  | Gedragsovertuiging     | Gedragsovertuiging     | Gedragsovertuiging     | Gedragsovertuiging     | Gedragsovertuiging     | Gedragsovertuiging     |  |  | Attitude                                              | Attitude                                              | Attitude                                              | Attitude                                              | Attitude                                              | Attitude                                              |  |  |          |          |          |          |          |          |  |  |        |        |        |        |        |        |
|                     |                     |                     |                     |                     |                     |  |  |                        |                        |                        |                        |                        |                        |  |  |                                                       |                                                       |                                                       |                                                       |                                                       |                                                       |  |  |          |          |          |          |          |          |  |  |        |        |        |        |        |        |
| Achtergrondfactoren | Achtergrondfactoren | Achtergrondfactoren | Achtergrondfactoren | Achtergrondfactoren | Achtergrondfactoren |  |  | Normatieve opvattingen | Normatieve opvattingen | Normatieve opvattingen | Normatieve opvattingen | Normatieve opvattingen | Normatieve opvattingen |  |  | Subjectieve normen                                    | Subjectieve normen                                    | Subjectieve normen                                    | Subjectieve normen                                    | Subjectieve normen                                    | Subjectieve normen                                    |  |  | Intentie | Intentie | Intentie | Intentie | Intentie | Intentie |  |  | Gedrag | Gedrag | Gedrag | Gedrag | Gedrag | Gedrag |
| Achtergrondfactoren | Achtergrondfactoren | Achtergrondfactoren | Achtergrondfactoren | Achtergrondfactoren | Achtergrondfactoren |  |  | Normatieve opvattingen | Normatieve opvattingen | Normatieve opvattingen | Normatieve opvattingen | Normatieve opvattingen | Normatieve opvattingen |  |  | Subjectieve normen                                    | Subjectieve normen                                    | Subjectieve normen                                    | Subjectieve normen                                    | Subjectieve normen                                    | Subjectieve normen                                    |  |  | Intentie | Intentie | Intentie | Intentie | Intentie | Intentie |  |  | Gedrag | Gedrag | Gedrag | Gedrag | Gedrag | Gedrag |
|                     |                     |                     |                     |                     |                     |  |  |                        |                        |                        |                        |                        |                        |  |  |                                                       |                                                       |                                                       |                                                       |                                                       |                                                       |  |  |          |          |          |          |          |          |  |  |        |        |        |        |        |        |
|                     |                     |                     |                     |                     |                     |  |  | Beheersingsovertuiging | Beheersingsovertuiging | Beheersingsovertuiging | Beheersingsovertuiging | Beheersingsovertuiging | Beheersingsovertuiging |  |  | Ingeschatte beheersing van gedrag (Zelfeffectiviteit) | Ingeschatte beheersing van gedrag (Zelfeffectiviteit) | Ingeschatte beheersing van gedrag (Zelfeffectiviteit) | Ingeschatte beheersing van gedrag (Zelfeffectiviteit) | Ingeschatte beheersing van gedrag (Zelfeffectiviteit) | Ingeschatte beheersing van gedrag (Zelfeffectiviteit) |  |  |          |          |          |          |          |          |  |  |        |        |        |        |        |        |
|                     |                     |                     |                     |                     |                     |  |  | Beheersingsovertuiging | Beheersingsovertuiging | Beheersingsovertuiging | Beheersingsovertuiging | Beheersingsovertuiging | Beheersingsovertuiging |  |  | Ingeschatte beheersing van gedrag (Zelfeffectiviteit) | Ingeschatte beheersing van gedrag (Zelfeffectiviteit) | Ingeschatte beheersing van gedrag (Zelfeffectiviteit) | Ingeschatte beheersing van gedrag (Zelfeffectiviteit) | Ingeschatte beheersing van gedrag (Zelfeffectiviteit) | Ingeschatte beheersing van gedrag (Zelfeffectiviteit) |  |  |          |          |          |          |          |          |  |  |        |        |        |        |        |        |